# Secrets (1933)
Secrets ist ein US-amerikanischer Spielfilm aus dem Jahre 1933 von Frank Borzage. Hauptdarstellerin Mary Pickford produzierte diesen Film auch. Anschließend beendete der einstige Stummfilmstar seine Karriere. An ihrer Seite spielte Leslie Howard die männliche Hauptrolle. Der Geschichte liegt das gleichnamige, im Dezember 1918 in Harper’s Bazaar veröffentlichte und im September 1922 in London uraufgeführte Stück von Rudolph Besier und May Edginton zugrunde.

## Handlung
In einer amerikanischen Ostküsten-Stadt in den 1860er Jahren. Hier haben der wohlhabende Bankier und Reeder William Marlowe und seine Gattin Martha all ihren Ehrgeiz darauf gerichtet, ihre Tochter Mary mit dem britischen Aristokraten Lord Hurley zu vermählen. Geld soll zu Adel finden und eine perfekte Allianz eingehen. Doch Mary hat gänzlich andere Absichten. Sie hat sich in John Carlton verliebt, einen kleinen Angestellten ihres Vaters, und will mit ihm ihre Zukunft verbringen. Als Vater Marlowe von der Liaison erfährt, wirft er John umgehend aus der Firma. Dieser beschließt daraufhin, ohne Mary Neu-England zu verlassen und in den Westen der USA zu gehen, um dort sein Glück zu suchen und ein Vermögen zu machen. Mary aber will nicht ohne ihn zurückbleiben, und beide verloben sich. Das Paar lässt sich in Kalifornien nieder, baut sich eine Farm auf und schafft sich eine Rinderherde an.
Bald bekommen sie auch Nachwuchs, einen Sohn. Während sich John und sein Zuarbeiter Sunshine eines Tages auf den Weg machen, um Vorräte zu besorgen, taucht der schurkische Outlaw Jake Houser mit seiner Bande auf der Farm auf und stiehlt das gesamte Vieh. Wieder daheim, trommelt John augenblicklich die benachbarten Rancher zusammen, um die Bande einzuholen und die gestohlene Rinderherde wieder zur Farm zurückzubringen. Diejenigen Viehdiebe, derer sie habhaft werden können, darunter auch Jakes Bruder, knüpfen John und seine Helfer kurzerhand auf. Jake selber kann entkommen. Er schwört daraufhin blutige Rache und überfällt mit dem Rest seiner Bande das Carlton-Anwesen. Doch Hilfe naht, und mit ihr kann John Carlton die gesamte Bande auslöschen. Marys und Johns Baby, das bereits gesundheitlich stark angeschlagen war, übersteht den Kampf nicht und stirbt.
Die Jahre vergehen, und die Carltons werden immer wohlhabender. Vier weitere Kinder werden geboren, und John kandidiert für den Posten des Gouverneurs des Staates Kalifornien. Mr. und Mrs. Carlton veranstalten in der Nacht vor der Wahl in ihrem Herrenhaus eine Party. John hat sich im Laufe der Jahre eine Geliebte zugelegt. Und jene Dame, eine gewisse Lolita Martinez, taucht auf dieser Festivität auf und sorgt damit für einen handfesten Skandal. Sie bedrängt Mary, John freizugeben. Und Mary, ein Leben lang stets treue und gehorsame Ehefrau, spurt auch diesmal. Endlich erkennt John, was er an Mary hat. Er verweist Lolita des Hauses und bittet seine liebende Gattin um Vergebung. Lolita rächt sich kurz darauf an John, indem sie ihre Affäre mit ihm publik macht. Trotz dieses Skandals kann John die Wahl gewinnen und wird Gouverneur des Staates. Weitere Jahre vergehen, und John Carlton zieht als Senator nach Washington. 30 Jahre lang hält er diesen Posten, ehe er sich entschließt, die Politik aufzugeben und nach Kalifornien zurückzukehren. Seine und Marys mittlerweile längst erwachsenen Kinder rätseln darüber, warum er dies tut. Mary erklärt, dass sie und John mehr Zeit für sich allein haben wollen, um beider Geheimnisse zu genießen, die sie mit niemandem sonst teilen können.

## Produktionsnotizen
Die Dreharbeiten begannen am 28. November 1932 und zogen sich bis in den Januar 1933 hin. Secrets wurde am 16. März 1933 uraufgeführt. In Deutschland lief der Film nicht an.
Es handelt sich bei diesem Film um ein Remake eines gleichnamigen Stummfilms von 1924 mit Norma Talmadge in der Pickford-Rolle, den Regisseur Borzage ebenfalls gedreht hatte.
Die Filmbauten entwarf Richard Day, die Kostüme stammen von Adrian. Ray Heindorf übernahm die Orchestrierung von Alfred Newmans Filmkomposition.
Der Film kostete gut 530.000 $ und spielte in den USA knapp 700.000 $ ein. Damit blieb dieser Film deutlich hinter den Erwartungen zurück und soll Pickford in ihrer Überzeugung bestärkt haben, sich aus dem Filmgeschäft zurückzuziehen.

## Kritik
„Außerordentlich uneinheitlich, aber wenigstens wurde die Geschichte gut produziert, und es gibt interessante Schauspielkunst.“

„Sie können sicher sein, dass sie nichts falsch machen, wenn Sie mit ihrer Familie in diesen Film gehen.“

Halliwell‘s Film Guide charakterisierte den Film wie folgt: „Merkwürdig verquastes Star-Vehikel, teils romantische Komödie, teils Western, teils Schnulze. Eher interessant als unterhaltsam.“
Bei Kritiker Leonard Maltin war folgendes zu lesen: „Die Sage … bewegt sich von leichtgewichtiger Romanze über die Seifenoper zum Melodram. Marys Schwanengesang auf der Leinwand zeigt, dass ihr Talent noch intakt ist, aber diese episodenhaft gehaltene Geschichte muss selbst 1933 altmodisch gewirkt haben, um nicht zu sagen redundant.“